# Takanori Sugeno
Takanori Sugeno (菅野 孝憲, Sugeno Takanori) est un footballeur japonais né le 3 mai 1984. Il évolue au poste de gardien de but.

## Biographie
Takanori Sugeno commence sa carrière professionnelle au Yokohama FC. En début d'année 2008, il est transféré au Kashiwa Reysol.
Il participe à la Coupe du monde des clubs en 2011 puis à la Ligue des champions de l'AFC en 2012 avec le Kashiwa Reysol.

## Palmarès
- Champion de J-League 2 en 2006 avec le Yokohama FC
- Finaliste de la Coupe du Japon en 2008 avec le Kashiwa Reysol
- Champion du Japon en 2011 avec le Kashiwa Reysol
- Champion de J-League 2 en 2010 avec le Kashiwa Reysol
- Vainqueur de la Supercoupe du Japon en 2012 avec le Kashiwa Reysol